# Sergi Panadero
Sergi Panadero Arbat (Vic, 26 aprile 1982) è un hockeista su pista spagnolo.

## Palmarès

### Club

#### Titoli nazionali
- Campionato spagnolo: 13

Barcellona: 2003-2004, 2004-2005, 2005-2006, 2006-2007, 2007-2008, 2008-2009, 2009-2010, 2011-2012, 2013-2014, 2014-2015
2015-2016, 2016-2017, 2017-2018
- Coppa del Re: 7

Barcellona: 2005, 2007, 2011, 2012, 2016, 2017, 2018
- Supercoppa di Spagna: 10

Barcellona: 2004, 2005, 2007, 2008, 2011, 2012, 2013, 2014, 2015, 2017

#### Titoli internazionali
- CERH European League: 8

Barcellona: 2003-2004, 2004-2005, 2006-2007, 2007-2008, 2009-2010, 2013-2014, 2014-2015, 2017-2018
- Coppa CERS/WSE: 2

Voltregà: 2001-2002
Barcellona: 2005-2006
- Supercoppa d'Europa/Coppa Continentale: 8

Barcellona: 2004-2005, 2005-2006, 2006-2007, 2007-2008, 2008-2009, 2010-2011, 2015-2016, 2018-2019
- Coppa Intercontinentale: 3

Barcellona: 2006, 2008, 2014

### Nazionale
- Campionato mondiale: 4

San Jose 2005, Montreux 2007, Vigo 2009, San Juan 2011
- Campionato europeo: 4

Firenze 2002, La Roche-sur-Yon 2004, Monza 2006, Oviedo 2008